# Butler, Alabama
Butler är administrativ huvudort i Choctaw County i delstaten Alabama. Enligt 2020 års folkräkning hade Butler 1 871 invånare.